# Імпеннато
Імпеннато (фр. Impennato, корс. Impennatu) — річка в Корсиці (Франція). Довжина 12,5 км, витік на висоті 860 метрів над рівнем моря на схилах пагорба-гори К'ярчету (Quarcetu) (894 м). Впадає в річку Тараво на висоті 19 метрів над рівнем моря.
Протікає через комуни: Альбітречча, Гроссето-Прунья, Гуаргуале, Коньйоколі-Монтіккі, Піла-Канале і тече територією департаменту Південна Корсика та кантоном Санта-Марія-Сіше (Santa-Maria-Siché )